# Lanvin (xocolata)
Lanvin és una antiga fàbrica de xocolata i una marca comercial pertanyent a l'empresa multinacional Nestlé. La fàbrica històrica de Dijon, coneguda també com a Chocolaterie de Bourgogne, va tancar definitivament les seves portes el març de 2021.

## Història
Auguste Lanvin va traslladar el seu negoci l'any 1912 a Brazey-en-Plaine. La família va comprar una petita fàbrica de xocolata situada al carrer Chabot Charny de Dijon que va convertir en la Sucrerie Bourguignonne et Chocolaterie Lanvin. Donava feina a nou treballadors i s'adreçava al mercat local a través de les marques Omnia i Montbla.
El fill d'Auguste, Pierre Lanvin, va industrialitzar la fàbrica i va traslladar-la el 1926 al número 10 del boulevard Carnot, que aviat s'estendria al número 16. Amb dues-centes persones treballant a la fàbrica de xocolata, la marca va créixer gràcies a una presentació original: a la dècada del 1930 les tauletes s'embalaven amb una imatge col·leccionable. L'any 1934 es va crear el que seria l'emblema de la marca, l'Escargot de Lanvin. Durant la Segona Guerra Mundial les restriccions van frenar la seva activitat i la fàbrica va produir principalment pastisseria.
L'any 1946 l'empresa va adoptar el nom de Chocolaterie Lanvin i la dècada del 1950 va marcar l'auge de la marca: la fàbrica va continuar modernitzant-se i, després de la mort de Pierre, l'empresa en mans del seu fill Étienne Lanvin va decidir construir una nova fàbrica de 17.000 m² a Dijon el 1968. El 1970 Lanvin va encarregar un anunci on apareix Salvador Dalí, els bigotis del qual serveixen per a introduir un efecte còmic quan exclama: Je suis fou… du chocolat Lanvin !. Aquesta època marca el cim de la marca amb el 8% del mercat francès de la xocolata i gairebé un 20% en dates nadalenques. Étienne Lanvin es va jubilar el 1986 i l'empresa va ser absorbida pel grup suís Nestlé el 1988.
El febrer 2018 la fàbrica va ser presa en liquidació pel grup espanyol Lacasa, tot i que no va aconseguir posar remei a la situació i la Chocolaterie de Bourgogne va ser liquidada definitivament el març de 2021.